# Kakao M
Kakao M（韓語：카카오M）是韓國的一家已解散的唱片製作發行公司，亦從事企劃音樂演出等活動，旗下業務同時包括藝人經紀管理。
Kakao M 前身來源為LOEN娛樂，而LOEN娛樂的前身是成立於1978年的Seoul Records（首爾唱片），1982年首爾唱片正式進行登記，2005年由韓國SK集團的子公司SK Telecom收購。2008年，收購韓國數位音樂平台Melon，並更名為LOEN娛樂。2016年被Kakao收購，2018年公司名稱由LOEN娛樂改為Kakao M。2021年3月2日，Kakao M正式與KakaoPage合併後解散，兩家公司合併更名後正式新成立Kakao娛樂。
Kakao M 發行的音樂種類包含：K-POP、搖滾樂、R&B、嘻哈等。

## 歷史

### LOEN娛樂時期
2013年10月1日，LOEN娛樂宣佈原先的藝人經紀和製作業務會以全新形態運作。進行公司內部的體制轉換後，將以音樂品牌（Label）事業的形態執行相關業務，並正式宣佈音樂品牌為2012年推出的「Loen Tree」和新成立的「Collaboddari Label」（콜라보따리 LABEL）。「Loen Tree」負責IU、Sunny Hill、History及演員。Collaboddari Label負責ZIA及Fiestar。
2013年12月18日，LOEN娛樂宣佈決定投資STARSHIP娛樂的70%股份，成為旗下獨立品牌。
2014年2月17日，LOEN娛樂決定將旗下主要管理音樂發行等相關事業的LOEN MUSIC（韓語：로엔뮤직）更名為「1theK（韓語：원더케이）」，希望躍升成為一個全球性的K-POP樞紐。

2014年，LOEN娛樂宣佈建立「Cre.Ker娛樂」。
2015年9月，LOEN娛樂宣佈Collabodadi Label旗下歌手轉移至LOEN TREE營運。
2015年11月25日，LOEN娛樂宣佈決定投資A Cube娛樂的70%股份，以此增加LOEN在製作、藝人經紀部分的競爭力。
2016年1月11日，韓國移動信息服務提供商Kakao集團表示將以1.9兆韓元（15.7億美元）的價格收購韓國頂級音樂流媒體服務提供商LOEN娛樂有限公司76.4%的股份，以開拓新的收入來源。
2016年3月2日，LOEN娛樂旗下的A Cube娛樂宣佈將正式更名為「Plan A娛樂」。
2016年6月，LOEN娛樂宣佈建立「Munhwain Label」。
2017年，LOEN娛樂宣佈旗下子公司陸續由原址搬遷至 首爾特別市江南區奉恩寺路 151，「StarHill Building」。
2017年2月，LOEN TREE宣佈將正式更名為「FAVE娛樂」。
2017年12月21日，代表理事朴成勳（韓語：박성훈）表示於20日召開的理事會中決議將公司更名為Kakao M，透過更名提高Kakao品牌價值。
2017年12月，LOEN娛樂宣佈建立「E&T Story娛樂」。

### Kakao 時期

#### 2018年
3月23日，LOEN娛樂正式更名為Kakao M，由曾擔任SK股票公司-SK M&C-LOEN戰略企劃室長等職的李帝玉（音譯）擔任代表理事。
5月，Kakao M宣佈以35.1億韓元收購Plan A娛樂剩下的30%股份，成為全資子公司。
7月9日，Kakao M宣佈通過投資與BH娛樂、J Wide Company、Management SOOP，以及模特兒公司Ready娛樂，建立戰略性股份投資的合作體系。

#### 2019年
1月2日，Kakao M考慮投資Blossom娛樂。 
2月13日，Kakao M宣佈旗下子公司FAVE娛樂與Plan A娛樂合併，4月1日成立新公司。
2月24日，Kakao M計劃進行收購VAST娛樂。
4月1日，FAVE娛樂與Plan A娛樂合併，新公司名為Play M娛樂，意思是“The Playground for Music and You” 。
7月29日，Kakao M正考慮投資Awesome娛樂。
8月6日，Kakao M表示最終決定不收購Blossom娛樂。
8月27日，Kakao M正考慮收購MYM娛樂、Awesome娛樂和VAST娛樂。
9月17日，Kakao M宣佈收購電影製作公司Moonlight Film及Sanai Pictures，進軍電影製作業務。
9月19日，Kakao M宣佈正考慮收購Dmost Entertainment。
10月3日，Kakao M發佈公告稱舉行有償增資，旗下子公司高層、所屬藝人及合作伙伴均有參與此次有償增資，同時亦表示已收購VAST娛樂的100％股份，並將其編入子公司，而與MYM娛樂正討論戰略合作關係，並非收購。另外，Kakao M亦宣佈通過子公司GARYGO完成收購造型師韓惠妍的個人品牌「MEJONGDEU BAHA (메종드바하)」。

#### 2020年
1月，新成立EDAM娛樂，同時為Kakao M旗下子公司。
2月，Munhwain Label宣佈脫離Kakao M體系，成為獨立公司。Kakao M亦宣佈將成立音樂人品牌Flex M。
7月，宣佈收購電視劇製作公司Logos Film、STORY & PICTURES MEDIA及Wind Pictures。

#### 2021年
1月30日，成立新子公司Bluedot娛樂。
3月2日，與KakaoPage合併後解散，兩家公司合併後成立Kakao娛樂。
11月，Play M娛樂正式與Cre.ker娛樂合併，更名為IST娛樂。

## 公司及子公司地址
- 總公司: 首爾特別市江南區德黑蘭路103街17
- IST娛樂: 首爾市江南區彦州路（朝鲜语：언주로）172街8號6樓
- STARSHIP娛樂: 首爾市江南區三成路（朝鲜语：삼성로）146號4-5
- King Kong by STARSHIP娛樂: 首爾市江南區三成路（朝鲜语：삼성로）146號4-5三樓
- Bluedot娛樂: 首爾市城東區往十里路（朝鲜语：왕십리로）58號 서울숲포휴(FORHU) 712號
- E&T Story娛樂: 首爾市江南區清潭洞68-16百松樓4樓402號
- BH娛樂: 首爾市江南區清潭洞52-1仁熙大廈5樓
- Management SOOP: 首爾特別市江南區鶴洞路50街27號
- J Wide Company: 首爾特別市江南區奉恩寺路（朝鲜语：봉은사로）49街43號
- VAST娛樂: 首爾特別市江南區清潭洞128-2街925大樓4-6樓
- Ready娛樂: 首爾特別市江南區彥州路130街13號大恩大廈2樓

## Kakao娛樂
- 2018年由LOEN娛樂更名為Kakao M
- 2021年與KakaoPage（英语：KakaoPage）合併後解散，兩家公司合併後成立Kakao娛樂
- 代表理事：李帝玉（音譯）

歌手及團體
无
作家、製作人
- G.Gorilla（朝鲜语：G.고릴라）
- Ra.D
- KZ
- 趙英哲（音譯）
- 李民秀（音譯）
- 黃秀兒（音譯）
- 元澤研（音譯）

已離開藝人
- Run
- GaIn（Brown Eyed Girls成員；現屬APOP娛樂）
- 曹炯雨（朝鲜语：조형우）（現屬APOP娛樂）
- Cheska（前FIESTAR成員）
- 金伊娜（作詞家）
- IU（2007-2020；現屬Kakao M旗下EDAM娛樂）[24]

已離開練習生
- 朴相鉉（藝名「天動」，為MBLAQ前成員，現屬APOP娛樂）
- 金甫娥（SPICA，現屬B2M娛樂）
- 丁恩妃（藝名「Eunha」，GFRIEND成員,現屬BPM娛樂旗下女子組合VIVIZ成員）
- 崔裕娜（藝名「Yuju」，GFRIEND成員,現屬AT AREA旗下Solo歌手）
- 黃恩妃（藝名「SinB」，GFRIEND成員,現屬BPM娛樂旗下女子組合VIVIZ成員）
- 安恩真（前DIA成員，現已退出演藝圈）
- 沈彩誾（PRODUCE 101參賽者）
- 金多靜（PRODUCE 101參賽者，Hash Tag，現屬LUK Factory）
- 金龍國（PRODUCE 101 第二季參賽者，JBJ，現屬春娛樂）
- 李秀敏（音譯）（PRODUCE 101, K-pop Star 6 ,  MIXNINE）參賽者
- 朴昭妍（K-pop Star 2, PRODUCE 101）參賽者
- 金決宥（原名為金甫沅，MIXNINE）参赛者
- 申帥賢（MIXNINE , PRODUCE 48参赛者，現為演員）
- 李彩正（PRODUCE 48参赛者，ELRIS，現屬HUNUS娛樂）
- 金建學（藝名「LEE DO」，ONEUS，現屬RBW）

音樂作品
| 專輯 # | 專輯資料                                                         | 曲目 |
| ------ | ---------------------------------------------------------------- | --- |
| 合輯   | 《LOEN TREE Summer Story》 - 發行日期：2012年8月2日 - 語言：韓語 | 曲目 1. 달빛바다 (Sea Of Moonlight) (IU & FIESTAR) 2. Take Out(GaIn & Ra.D) 3. 용감한 그녀들(Sunny Hill & Zia) 4. 달려라 달까지 (With 코보) {G.Gorilla} 5. Bonus Track - 너랑 나(You & I) (FPM Technorchestra Remix) |

已結束子公司
- Cantabile：1991年建立，Seoul Records旗下。
- Avent：2002年建立，Seoul Records旗下。
- WS Entertainment：2006年建立，Seoul Records旗下，與韓國華納音樂、SK-KTB Music Investment Fund合作。
- Collaboddari Label：2014年建立，代表及製作人為新沙洞老虎。
- Munhwain Label：2020年宣佈脫離Kakao M體系。

## 經紀公司

### IST娛樂
- 韓語：아이에스티엔터테인먼트
- 英語：IST Entertainment
- 2019年成立，由FAVE娛樂與Plan A娛樂合併而成，持有100%股份。[25]
- 2021年成立，由Play M娛樂與Cre.Ker娛樂合併而成，並分為三個本部進行運作。

歌手及團體
第一本部
- THE BOYZ

第二本部
- Apink
- VICTON

第三本部
- Bandage（밴디지）（與Enter House合作）
- Weeekly
- ATBO

演員
- 金錫勛
- 趙漢善
- 李政赫（音譯）
- 姜福音（音譯）

男練習生
- 梁棟華（《THE ORIGIN - A, B, Or What?》）
- 丁俊豪（《THE ORIGIN - A, B, Or What?》）
- 金旼敘（《THE ORIGIN - A, B, Or What?》）
- 朴齋熏（《THE ORIGIN - A, B, Or What?》）

女練習生
- 休寧巴伊葉（Kep1er）

已離開練習生
- 崔眞昱（《THE ORIGIN - A, B, Or What?》）
- 姜大賢（《THE ORIGIN - A, B, Or What?》）
- 李昇奐（00年5月20日，Under 19第8名，1THE9）
- 丁真成（02年3月30日，Under 19第2名，1THE9）
- JUST B成員（轉往Kakao娛樂新子公司Bluedot娛樂）

#### Plan A娛樂
- 2015年收購，2019年與FAVE娛樂合併成Play M娛樂

#### FAVE娛樂
- 前名：Loen Tree
- 韓語：페이브엔터테인먼트
- 2013年建立，2017年更名，2019年與Plan A娛樂合併成Play M娛樂
- 代表理事：趙英哲（音譯）
- 負責管理LOEN娛樂旗下藝人

已解散團體
- Sunny Hill
- FIESTAR
- History（團體已解散，成員合約未完）
- I.B.I（限定組合）
- JBJ（限定組合）

#### Cre.Ker娛樂
- 韓語：크래커 엔터테인먼트（朝鲜语：크래커 엔터테인먼트）
- 英語：Cre.Ker Entertainment
- 含義：Creative.Kernel
- 2014年建立，持有100%股份。
- 2021年，與Play M娛樂合併為IST娛樂。

已解散團體
- Melody Day

#### The Five文化產業專門會社
- 韓語：더파이브문화산업전문회사
- 英語：The Five Cultural Industrial Company
- 2018年成立，負責THE FAN相關事務
- THE FAN TOP5（限定活動）

### STARSHIP娛樂
- 韓語：스타쉽 엔터테인먼트
- 英語：Starship Entertainment
- CEO：金時代（音譯）
- 理事：徐賢珠（音譯）
- 2013年收購，持有70%股份。

#### King Kong by STARSHIP娛樂
- 2015年收購

#### STARSHIP娛樂|HIGHLINE娛樂
- 韓語：하이라인엔터테인먼트
- 英語：HIGHLINE ENTERTAINMENT Co. Ltd.

### EDAM娛樂
- 韓語：이담엔터테인먼트
- 英語：EDAM Entertainment
- 2020年建立，持有40%股份。[26]

### Flex M
- 韓語：플렉스엠 주식회사 플렉스엠（朝鲜语：플렉스엠）
- 英語：FLEX M CORPORATION
- 2020年建立，持有100%股份。Munhwain Label宣佈成為獨立公司後，新建立的音樂人品牌Flex M。

歌手及團體
- 李承哲
- 韓勝允
- 지아 ZIA（朝鲜语：지아 (1986년)）
- 필 FIL
- 최효인 Choi Hyo In
- 柳洙正

### Bluedot娛樂
- 韓語：블루닷엔터테인먼트
- 2021年建立，持有100%股份。。
- 2021年1月30日，PlayM BOYS帳戶改為Bluedot娛樂。
- 原來Play M娛樂旗下的宋柄希、林智敏、全睹炎（前稱STARHILLBOYS、FAVEBOYS、PlayM BOYS）轉往Bluedot娛樂，並已簽專屬合約。[27][28][29][30]

歌手及團體
- 林智敏
- JUST B

### Antenna
- 韓語：안테나
- 英語：Antenna Co., Ltd.
- 2021年投資柳喜烈建立的Antenna，持有19%股份，建立合作關係。
- 2021年8月，KAKAO娛樂收購了Antenna 剩餘的股份，將其註冊為子公司。

### High Up娛樂
- 韓語：주식회사 하이업엔터테인먼트
- 英語：High Up Entertainment
- 2021年收購由製作人黑眼必勝建立的High Up娛樂，持有40%股份。

## 演員公司

### E&T Story娛樂
- 韓語：이앤티스토리 엔터테인먼트（朝鲜语：이앤티스토리 엔터테인먼트）
- 英語：E&T STORY ENTERTAINMENT
- 2018年建立，持有60%股份。。

演員
- 신현승 Shin Hyeon Seung
- 안수민 Ahn Soo Min

### BH娛樂
- 韓語：비에이치엔터테인먼트
- 英語：BH ENTERTAINMENT
- 2018年購入，持有100%股份。

### Management SOOP
- 韓語：숲엔터테인먼트
- 英語：Management Soop
- 2018年購入，持有99.36%股份。

### J Wide Company
- 韓語： 제이와이드컴퍼니
- 英語：J,WIDE-COMPANY
- 2018年購入，持有100%股份。

### Awesome娛樂
- 韓語：어썸이엔티
- 英語：awesome.ent
- 2019年購入，持有100%股份。

### VAST娛樂
- 韓語：VAST 엔터테인먼트
- 英語：VAST ENTERTAINMENT
- 2019年購入，持有100%股份。

## 模特兒公司

### Ready娛樂
- 韓語：레디 엔터테인먼트（朝鲜语：레디 엔터테인먼트）
- 英語：READY ENTERTAINMENT
- 模特兒公司
- 2018年購入，持有100%股份。

## 電視劇製作

### Studio Dragon Corporation
- 韓語：스튜디오드래곤 주식회사
- 英語：Studio Dragon Corporation
- 2017年5月，公司宣布与Studio Dragon Corporation（CJ E&M的子公司）正式合作製作。[31]

### Kakao M製作
- 韓語：
- 英語：
- 怎樣的離別
- 都市男女的愛情法

### MEGA MONSTER製作
- 韓語：메가몬스터 주식회사（朝鲜语：메가몬스터）
- 英語：MEGA MONSTER CORPORATION
- 2017年收購的戲劇/娛樂製作公司，持有82.41%股份。
- MEGA MONSTER（原STORY PLANT)是Kakao M与Studio Dragon Corporation（CJ E&M的子公司）合作的一家戏剧制作公司。该公司将在2018年制作四部电视剧。
- 2015年：NAVER TV/ONSTYLE 《我們分手了》 (CJ E&M、YG K Plus与合作伙伴关系)
- 2015年：tvN 《不哭鳥》
- 2015年：tvN 《Heart to Heart》 (綠蛇傳媒与合作伙伴关系)
- 2016年：MBC 《家和萬事成》
- 2018年：MBC 《赤月青日》
- 2019年：tvN 《觸及真心》 (ZIUM CONTENT与合作伙伴关系)
- 2020年：KBS《友情契約》
- 2020年：SBS《媽媽出軌了》

### Krispy Studio製作
- 韓語：크리스피 스튜디오
- 英語：Krispy Studio
- 持有100%股份。
- 《Truth or Dare Jenga》
- 《Safety Today》

### Logos Film製作
- 韓語：로고스 필름（朝鲜语：로고스필름）
- 英語：LOGOS FILM CO
- Logos Film於2000年成立，2020年收購的戲劇製作公司，持有100%股份。

### STORY & PICTURES MEDIA
- 韓語：글앤그림미디어（朝鲜语：글앤그림미디어）
- 英語：STORY & PICTURES MEDIA CO.
- STORY & PICTURES MEDIA成立於2017年，2020年收購的戲劇製作公司。
- 2020年：《都市男女愛情法》

### Baram Pictures
- 韓語：주식회사 바람픽쳐스（朝鲜语：바람픽쳐스）
- 英語：BARAM PICTURES CORPORATION
- Baram Pictures成立於2017年，2020年收購的戲劇製作公司，持有100%股份。

## 電影製作

### Moonlight Film
- 韓語：주식회사 영화사월광（朝鲜语：영화사 월광）
- 英語：MOONLIGHT FILM CO., LTD.
- 2019年9月，正式宣佈收購電影製作公司Moonlight Film，持有41%股份。[32]

### Sanai Pictures
- 韓語：주식회사 사나이픽처스（朝鲜语：사나이픽처스）
- 英語：Sanai pictures
- 2019年9月，正式收購電影製作公司Sanai Pictures，持有81%股份。[33]

## 表演製作

### Shownote
- 韓語：주식회사 쇼노트（朝鲜语：쇼노트）
- 英語：SHOWNOTE CO., LTD.
- 2019年收購表演製作公司，持有100%股份。

## 相關業務
- Melon
- Kakao TV（朝鲜语：카카오TV）
- 쇼퀸 투표 （页面存档备份，存于）

## 外部連結
| KakaoM - KakaoM的官方網站 - KakaoMFriends的X（前Twitter） - KakaoM Friends的Facebook專頁 1theK - 1theK的X（前Twitter） - 1theK的Facebook專頁 - YouTube上的1theK頻道 Play M娛樂 - Play M娛樂的官方網站 - Play M娛樂的X（前Twitter） - Play M娛樂的Instagram帳戶 - Play M娛樂的Facebook專頁 - YouTube上的Play M娛樂頻道 - PlayM BOYS的X（前Twitter） - PlayM BOYS的Instagram帳戶 - PlayM BOYS的Facebook專頁 - PlayM BOYS的Daum Cafe - PlayM BOYS （页面存档备份，存于）的Youtube影音 | Cre.ker娛樂 - Cre.ker娛樂的Facebook專頁 FLEX M - FLEX M的官方網站 - FLEX M的X（前Twitter） - FLEX M的Instagram帳戶 - FLEX M的Facebook專頁 - YouTube上的FLEX M頻道 Bluedot娛樂 - Bluedot娛樂的官方網站 - Bluedot娛樂的X（前Twitter） E&T Story娛樂 - E&T Story娛樂的官方網站 - E&T Story娛樂的X（前Twitter） - E&T Story娛樂的Facebook專頁 Ready娛樂 - Ready娛樂的官方網站 - Ready娛樂的Instagram帳戶 - Ready娛樂的Facebook專頁 |